# The Bends
The Bends är det andra albumet med det brittiska bandet Radiohead. Skivan spelades in med John Leckie och Radiohead som producenter och släpptes 13 mars 1995. The Bends var en fortsättning på bandets kommersiella genombrott efter hitlåten Creep från debutalbumet Pablo Honey.
Titelnamnet är en engelskspråkig benämning på dykarsjuka.

## Låtlista
All musik skriven av Radiohead.
1. "Planet Telex" - 4:19
2. "The Bends" - 4:04
3. "High and Dry" - 4:20
4. "Fake Plastic Trees" - 4:51
5. "Bones" - 3:08
6. "(Nice Dream)" - 3:54
7. "Just" - 3:54
8. "My Iron Lung" - 4:37
9. "Bullet Proof... I Wish I Was" - 3:29
10. "Black Star" - 4:07
11. "Sulk" - 3:43
12. "Street Spirit (Fade Out)" - 4:12